# Пернер, Вольфганг
Во́льфганг Пе́рнер (нем. Wolfgang Perner; 17 сентября 1967, Рамзау-ам-Дахштайн, Штирия — 1 октября 2019) — австрийский биатлонист, призёр Зимних Олимпийских игр 2002 года в Солт-Лейк-Сити.

## Биография
Вольфганг Пернер является первым австрийцем, завоевавшим олимпийскую медаль в биатлоне. Членом национальной сборной он стал ещё в 1992 году. В начале своего первого сезона в Кубке мира Пернер выступил не очень хорошо, поэтому не смог поехать на Олимпиаду в Альбервилле. Однако сразу же после этого он дважды поднимается на подиумы соревнований этапов Кубка мира. Чуть более года спустя у Вольфганга было тяжёлое растяжение сухожилия ноги, что грозило концом его карьеры. Но, невероятными усилиями, он преодолел это препятствие, вновь вернулся в биатлон и даже смог отобраться на Зимние Олимпийские игры 1994 года в Лиллехаммере, где, впрочем, не добился высоких результатов. В последующем Вольфганг Пернер показал, что является одним из лучших биатлонистов Австрии, ценным командным бойцом. В 2001 году он начал усиленно готовиться к Олимпиаде в Солт-Лейк-Сити, где Пернер завоевал бронзовую медаль в спринте, уступив лишь сильнейшим биатлонистам того времени — Уле Эйнару Бьёрндалену и Свену Фишеру. Через четыре года, на Олимпиаде в Турине, он чуть было не повторил свой успех, заняв четвёртое место в спринте. Однако выступление Пернера в Турине было омрачено скандалом, связанным с хранением допинга. После этой Олимпиады Вольфганг Пернер завершил свою биатлонную карьеру.

## Кубок мира
- 1995/96: 39-е место
- 1997/98: 39-е место (46 очков)
- 1998/99: 20-е место (154 очка)
- 1999/00: 21-е место (155 очков)
- 2000/01: 21-е место (214 очков)
- 2001/02: 16-е место (311 очков)
- 2002/03: 24-е место (207 очков)
- 2003/04: 44-е место (89 очков)
- 2004/05: 39-е место (117 очков)
- 2005/06: 41-е место (87 очков)